# Rheumaptera octolineata
Rheumaptera octolineata là một loài bướm đêm trong họ Geometridae.